# Josef Machek
Josef Machek (17. března 1821 [uváděno též datum narození 24. března 1816] Zvíkovec – 19. dubna 1899 Chrudim) byl rakouský a český advokát a politik, v 2. polovině 19. století starosta Chrudimi a poslanec Českého zemského sněmu.

## Biografie
Profesí byl advokátem. Vystudoval gymnázium a filozofii v Plzni, pak práva na Vídeňské univerzitě, kde získal titul doktora práv. Působil na praxi u soudu. Od roku 1850 působil jako substitut státního zástupce v Chrudimi a od roku 1862 provozoval v Chrudimi advokátní kancelář.
Byl aktivní ve veřejném a politickém životě v domovské Chrudimi. V období let 1878–1889 byl starostou města. Za jeho působení v čele obecní samosprávy došlo k výstavbě vodovodu, instalaci plynového osvětlení a zřízení průmyslové školy a obchodní akademie. V letech 1878–1898 zároveň působil jako okresní starosta v Chrudimi. Zastával rovněž post předsedy správní rady Akciového pivovaru v Hrochově Týnci a Občanské záložny v Chrudimi. V roce 1881 byl protektorem chrudimské krajinské výstavy. Následujícího roku mu byl udělen Záslužný kříž s korunou.
V 80. letech 19. století se zapojil i do zemské politiky. Ve volbách v roce 1883 byl zvolen v městské kurii (volební obvod Chrudim – Heřmanův Městec) do Českého zemského sněmu. Byl členem staročeské strany.
Zemřel v dubnu 1899. Byl pohřben v Hrochově Týnci v rodinné hrobce své ženy.